# Hemichloreis
Hemichloreis là một chi bướm đêm thuộc họ Geometridae.